# DNA (Sophie and the Giants)
DNA è un singolo della cantante britannica Sophie and the Giants, pubblicato il 10 marzo 2023.

## Descrizione
Il singolo vede la collaborazione del produttore musicale britannico Mearsy. A proposito del brano, Sophie Scott ha dichiarato:

## Video musicale
Il Video musicale è stato pubblicato in concomitanza del lancio del singolo sul canale YouTube della cantante.

## Tracce
Testi e musiche di Sophie Scott, Kieran Shudall e Chris Mears.
1. DNA (feat. Mearsy) – 2:16